# Debre Zeyt

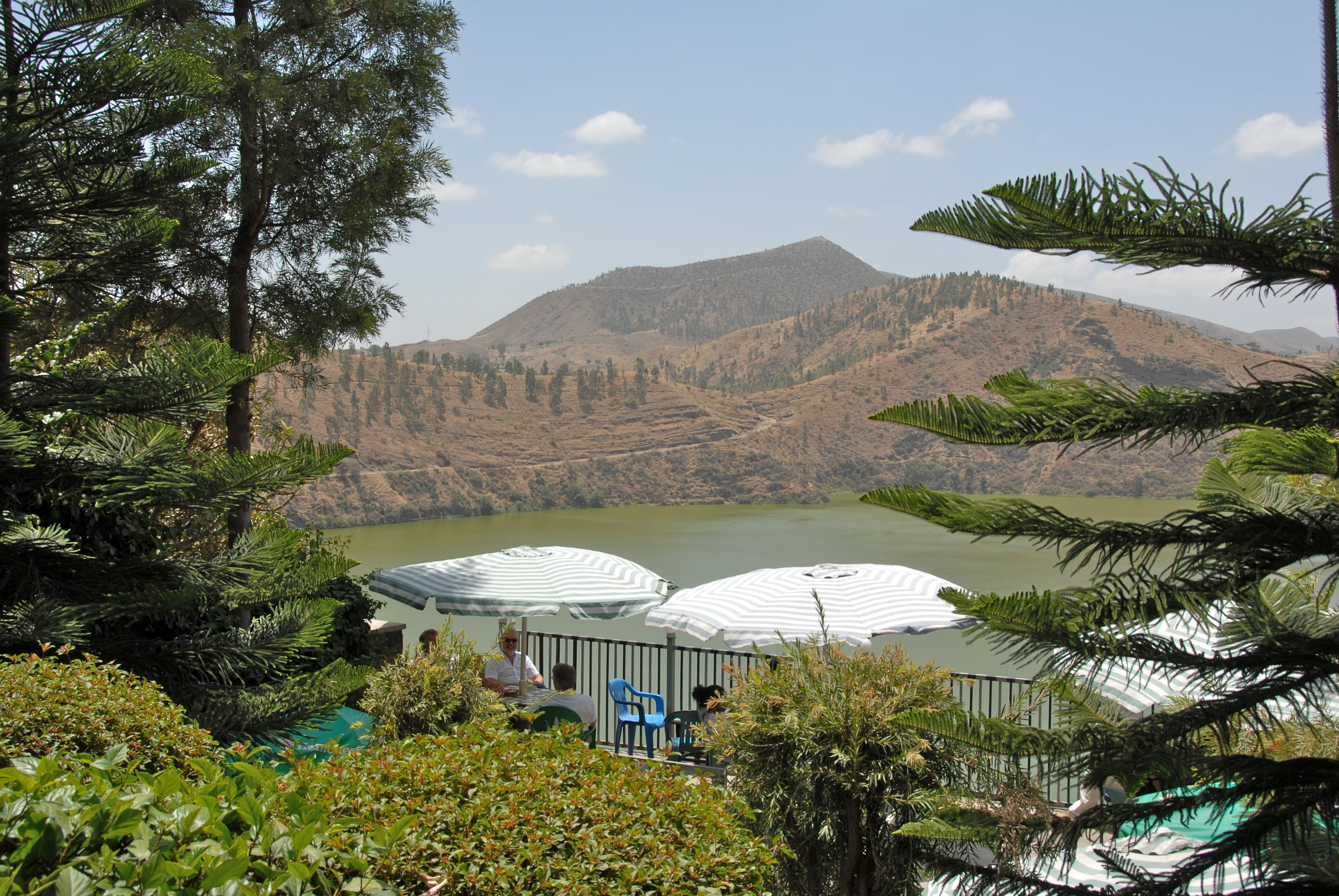
Landskap i närheten av Debre Zeyt.

Debre Zeyt (alternativt Debre Zeit eller Debre Zeyit, på oromo Bishoftu) är en stad i centrala Etiopien och är en av de största städerna i Oromiaregionen. Staden utgör ett eget distrikt i Misraq Shewa-zonen, Bishoftu wereda, och beräknades ha 118 259 invånare 2011 på en yta av 40,02 km².
Det etiopiska flygvapnet flyttade sin bas från Addis Abeba Bole internationella flygplats i Addis Abeba till Debre Zeyt i början av 1946. Svensken Carl Gustaf von Rosen ansvarade för personalens utbildning, och svensk personal medverkade till basens uppbyggnad.   
10 mars 2019 inträffade olyckan med Ethiopian Airlines Flight 302 nära Debre Zeyt. Sex minuter efter att planet lyft från Addis Abeba Bole internationella flygplats tappade det 2000 meter i höjd och havererade. 157 personer på planet dog.